# Син гигант
Син гигант е гореща звезда с клас на светимост III (гигант) или II (ярък гигант). В стандартната диаграма на Херцшпрунг-Ръсел, тези звезди се намират вдясно от главната последователност.
Терминът се отнася за различни звезди в различни фази на развитие, така че той е по-скоро свързан с определена област от диаграмата на Херцшпрунг-Ръсел, отколкото с определен тип звезди. Сините гиганти са много по-редки от червените гиганти, тъй като се развиват само от по-масивни и по-редки звезди, а и имат по-кратък живот.

## Характеристики
Терминът „син гигант“ не попада в строго определение и се използва различни видове звезди. Общото между сините гиганти е: умерено увеличаване на размера и светимостта им в сравнение със звездите от главната последователност със същата маса или температура. Те са достатъчно горещи, за да изглеждат сини, тоест спектралният им клас е O, B или понякога A. Температурата им е около или над 10 000 K, масата им достига 10 – 20 слънчеви маси, а радиусът им е около 5 – 10 пъти слънчевия радиус, за разлика от червените гиганти, които достигат до 100 пъти слънчевия.
Най-хладните и най-малко светими звезди, наричани сини гиганти, се намират в хоризонталния клон на диаграмата на Херцшпрунг-Ръсел. Това са звезди със средна маса, които са преминали през фазата на червен гигант и сега изгарят хелия в ядрата си. В зависимост от масата и химичния състав, тези звезди постепенно стават все по-сини, докато изчерпят хелия в ядрата си и преминат в асимптотичния клон на гигантите. За звездите гиганти няма строго определена горна граница, но ранните звезди от клас O стават все по-трудни за разграничаване, тъй като имат почти еднакви размери и температура със звездите от главна последователност, от която се развиват, и много кратък живот. Пример за това е звездата на Пласкет – двойна звезда, съставена от два гиганта от клас O, и двата с маса над 50 M☉, температура над 30 000 K и светимост над 100 000 пъти по-голяма от слънчевата. Астрономите все още се чудят дали да класифицират едната от тях като свръхгигант, вземайки предвид фините разлики в спектралните им линии.

## Еволюция
Звездите, намиращи се в областта на сините гиганти на диаграмата на Херцшпрунг-Ръсел, могат да са в много различни етапи от своя живот, но всички те като цяло са привършили запаса си от водород в ядрото. В най-простия случай, гореща и светима звезда започва да се уголемява, докато водородът ѝ привършва, превръщайки се в син субгигант, а после и в син гигант, като по този начин става по-хладна и по-светима. Звездите със средна маса продължават да растат и да се охлаждат, докато накрая станат червени гиганти. По-масивните звезди също продължават да растат, докато водородът им изгаря, но при тях това се случва при относително постоянна светимост, като те се движат хоризонтално по диаграмата. Те бързо преминават през фазите на син гигант, ярък син гигант, син свръхгигант, жълт свръхгигант, докато накрая станат червени свръхгиганти.
Сините звезди в хоризонталния клон са по-развити и при тях ядрото изгаря хелий, макар те все още да имат голяма водородна обвивка. Те имат и средна маса – около 0,5 – 1,0 M☉, така че те често са много по-стари от по-масивните сини гиганти. Освен това тези звезди преминават през етапа на горене на хелий, поддържайки постоянна светимост.
Сините сктиници са редки, силно светими сини звезди, които се срещат в главната последователност, където звездите с тяхната светимост вече би трябвало да се еволюирали до гиганти или свръхгиганти. Сините свръхгиганти са с още по-голяма маса от сините гиганти и спектърът им е още по-широк.
Въведен е и терминът синьо джудже, който всъщност се отнася за теоретично предсказан етап от еволюцията на червените джуджета, в който те са изчерпали по-голямата част от водородния си запас. Този етап при червените джуджета вероятно настъпва след трилиони години.